# Horsham Downs
Horsham Downs est une localité à proximité de la ville d'Hamilton dans la région de Waikato dans l'Île du Nord de la Nouvelle-Zélande.

## Situation
Elle est localisée à environ 9,5 km au nord de la cité d’Hamilton. 

## Histoire
Avant 1906, le secteur n’était pas développé mais couvert d’arbre à thé et de fougères.
Après août 1906, les fermes d’élevage des moutons et du bétail se sont développées avec succès.

## Démographie
Horsham Downs avait une population de 714 habitants lors du recensement de  de 2018 en Nouvelle-Zélande, en augmentation de 27 personnes  (soit 3,9 %) depuis le recensement de 2013 en Nouvelle-Zélande, et une augmentation de 177 personnes (soit 33,0 %) depuis le recensement de 2006 en Nouvelle-Zélande. 
Il y avait 228 foyers , avec 354 hommes et 360 femmes, donnant ainsi un sexe-ratio de  0,98 homme pour une femme. 
L’âge médian était de 41,8 ans avec 162 personnes (soit 22,7 %) âgées de moins de 15 ans, 111 personnes (soit 15,5 %) âgées de 15 à 29 ans, 351 personnes (soit 49,2 %) âgées de30 à 64 ans, et 87 personnes (soit 12,2 %) âgées de65 ou plus.
L’ethnicité était de 83,6 % européens/Pākehā, 8,0 % Māori, 1,3 % personnes du Pacifique, 14,3 % d’asiatiques et 1,7 % d’autres ethnicités (le total fait plus de 100 % dans la mesure où une personne peut s’identifier de multiples ethnicités).
La proportion de personnes nées outre-mer était de 21,8 %, comparée avec les 27,1 % au niveau national.
Bien que certaines personnes refusent de  donner leur religion, 43,3 % n’avaient aucune religion, 47,1 % étaient chrétiens, 0,8 % étaient Hindous, 1,7 % étaient musulmans et 2,1 % avaient une autre religion.
Parmi ceux de moins de 15 ans d’âge, 189 personnes (34,2 %) étaient licenciers ou avaient un degré supérieure, et 63 personnes (soit 11,4 %) n’avaient aucune qualification formelle. 
Le revenu médian était de 47,500 $. 
Le statut d’emploi de ceux d’au moins 15 ans était pour 303 personnes (soit 54,9%) employées à plein temps, 93 personnes (16,8 %) étaient employées à mi-temps et 15 personnes (2,7 %) étaient sans emploi 

## Éducation
- L’école de Horsham Downs School est une école primaire, publique, mixte, couvrant les années 1 à 8[4]  avec un effectif de 242 élèves en mars 2021.

L’école fut ouverte en 1916, et s’est développé en fonction de l’expension de la banlieue de la cité d’Hamilton en direction du nord.